# Inácio Antônio de Assis Martins
Inácio Antônio de Assis Martins, Visconde de Assis Martins (Sabará, 16 de novembro de 1839 — 2 de março de 1903), foi um juiz e político brasileiro.

## Biografia
Era filho de Francisco de Assis Martins Costa e Eufrasia de Assis. Casou-se com Angelina Silvina Moreira, viúva de Theodoro Barbosa da Silva.
Foi deputado provincial, deputado geral e senador do Império do Brasil de 1884 a 1889. Após o fim do imperio foi presidente do Banco Construtor do Brasil.